# قلعه هفت وانان
قلعه هفت وانان در شهرستان سقز، بخش مرکزی، روستای تموغه واقع شده و این اثر در تاریخ ۱۰ دی ۱۳۸۱ با شمارهٔ ثبت ۶۸۴۰ به‌عنوان یکی از آثار ملی ایران به ثبت رسیده است.